# TreeBASE
TreeBASE  fue un proyecto de repositorio de datos filogenéticos extraídos de las publicaciones en revistas científicas. En los estudios filogenéticos, se recopilaron y generaron datos de investigación tales como observaciones comparativas (por ejemplo, matrices de estados de caracteres o alineamiento múltiple de secuencias) realizadas sobre un conjunto de taxones, metadatos sobre estos taxones y los árboles filogenéticos que se inferían para describir mejor las relaciones evolutivas entre los taxones.

## Misión
El propósito del proyecto TreeBASE fue proporcionar registros estables e identificadores para estos datos, de modo que otros trabajadores puedan hacer referencia a sus datos depositados en su publicación, y otros científicos puedan localizar los datos y usarlos para verificar la investigación original o incluirlos o ampliarlos en análisis posteriores.

## Historia y financiación
El proyecto se inició en 1994,  con financiación de la Fundación Nacional de Ciencias de Estados Unidos. A partir de este prototipo se inició un rediseño en el marco del proyecto CIPRES.  Esta nueva versión se lanzó en marzo de 2010 y ha sido apoyada, entre otros, por el proyecto pPOD,  que financió la adición de una interfaz de servicio web RESTful con facilidades de búsqueda CQL,  y el Centro Nacional de Síntesis Evolutiva (NESCent), que albergó la base de datos y el servidor web.
A partir del invierno de 2010, TreeBASE se reorganizó y se asoció con la Phyloinformatics Research Foundation  En 2022, TreeBASE se desconectó debido a problemas de seguridad que no se pudieron solucionar con los recursos del proyecto, por lo que el futuro de la base de datos es incierto. 